# Irouléguy
Irouléguy (in lingua basca: Irulegi) è un comune francese di 331 abitanti situato nel dipartimento dei Pirenei Atlantici nella regione della Nuova Aquitania.

## Società

### Evoluzione demografica
Abitanti censiti